# Novelúa
Novelúa (llamada oficialmente San Cristovo de Novelúa) es una parroquia y un caserío español del municipio de Monterroso, en la provincia de Lugo, Galicia.

## Otras denominaciones
La parroquia también es conocida por el nombre de San Cristobo de Novelúa.

## Organización territorial
La parroquia está formada por diez entidades de población:
- Areosa (A Areosa)
- Casas de Gai
- Lama Retorta
- Lentil
- Novelúa
- O Batán
- O Castro
- Tarrío
- Trascastro
- Vilamaior

## Demografía

### Parroquia
| Gráfica de evolución demográfica de Novelúa (parroquia) entre 2000 y 2020 |
|                                                                           |
| Datos según el nomenclátor publicado por el INE.                          |

### Caserío
| Gráfica de evolución demográfica de Novelúa (caserío) entre 2000 y 2020 |
|                                                                         |
| Datos según el nomenclátor publicado por el INE.                        |